# Deutsche Kunstgesellschaft
Die Deutsche Kunstgesellschaft war eine völkisch geprägte Organisation, die in den 1920er Jahren in Dresden gegründet wurde. Sie setzte sich für eine „rein deutsche“, dem „deutschen Wesen“ entsprechende Kunst ein und war damit ein wichtiger Vorläufer der nationalsozialistischen Kulturpolitik.

## Gründung und Ziele
Die Deutsche Kunstgesellschaft entstand aus dem völkischen Deutschbund und wurde 1920 von Bettina Feistel-Rohmeder und Richard Müller gegründet. Ihr Ziel war es, die moderne, avantgardistische Kunst als "entartet" zu denunzieren und eine Rückkehr zu traditionellen, nationalistischen Kunstformen zu fördern. Die Gesellschaft vertrat die Auffassung, dass Kunst ein Ausdruck der "Volksseele" sei und daher reinrassig und frei von "fremden" Einflüssen sein müsse.

## Ideologie und Verbindungen
Die Ideologie der Deutschen Kunstgesellschaft war eng mit den Theorien der Zeit verbunden. Sie arbeitete eng mit anderen völkischen Organisationen zusammen, wie beispielsweise dem Kampfbund für deutsche Kultur. Zu den prominentesten Mitgliedern zählten der Rasseforscher Hans Günther, der Architekt Paul Schultze-Naumburg und der spätere NSDAP-Ideologe Alfred Rosenberg.

## Einfluss und Wirken
Die Deutsche Kunstgesellschaft hatte einen erheblichen Einfluss auf die Kunstwelt in Deutschland. Sie organisierte Ausstellungen, veröffentlichte Schriften und setzte sich für die Zensur moderner Kunst ein. Ihre Aktivitäten trugen dazu bei, ein Klima zu schaffen, in dem die nationalsozialistische Entartete-Kunst-Ausstellung von 1937 möglich wurde. Die Gesellschaft war ein wichtiger Akteur bei der Verfolgung und Diskriminierung moderner Künstler.

## Bedeutung
Die Deutsche Kunstgesellschaft ist ein eindrückliches Beispiel dafür, wie Kunst zu politischen Zwecken instrumentalisiert werden kann. Sie zeigt die enge Verbindung zwischen Kunst und Ideologie und die Gefahren eines nationalistischen Kunstbegriffs. Die Geschichte der Deutschen Kunstgesellschaft ist von großer Bedeutung für das Verständnis der Entwicklung der Kunst im Nationalsozialismus und dient als Mahnung vor der Instrumentalisierung von Kunst für politische Zwecke.

## Kritik und Auflösung
Die Deutsche Kunstgesellschaft wurde von vielen Künstlern und Kunstkritikern scharf kritisiert. Ihre Aktivitäten wurden als Zensur und Einschränkung der künstlerischen Freiheit angesehen. Nach der Machtergreifung der Nationalsozialisten 1933 verlor die Deutsche Kunstgesellschaft an Bedeutung, da ihre Ziele weitgehend in die staatliche Kulturpolitik integriert wurden.